# カリッタ航空
カリッタ航空（英: Kalitta Air）は、アメリカ合衆国ミシガン州に本社を置く貨物航空会社である。

## 概要
1997年、アメリカン・インターナショナル・エアウェイズ創業者のコンラッド・カリッタが同社を退社した上で新たに創業。アメリカ輸送軍航空機動軍団との契約によるチャーター便を数多く運航している。コールサインの「CONNIE」は当航空創業者（現・最高経営責任者）の愛称に由来する。

### 日本との関わり
前述の通り、アメリカ軍との間でチャーター輸送の請負契約を結んでいるため、在日米軍の横田基地や嘉手納基地でも運航されている。
2019年3月、日本の国土交通省から外国人国際航空運送事業の経営許可を受け、同月31日より、中部国際空港経由の貨物定期便を、同年8月から日本航空（JAL）との共同運航（コードシェア）による成田-シカゴ間の定期貨物便の運航を開始した。
2020年2月には神奈川県横浜港に停泊中のクルーズ船「ダイヤモンド・プリンセス」で新型コロナウイルスの集団感染が発生したことに伴い、アメリカ政府からの要請で当航空機材によるチャーター便2機を羽田空港に派遣。同船に乗船していたアメリカ国籍の乗客計328人を羽田からカリフォルニア州とテキサス州の空軍基地にそれぞれ移送した。
なお、当航空が事業を始める際に最初に所有したボーイング747型機（通称・ジャンボ）はJALから購入した機体であり、2020年現在でもJALに所属した経験のあるジャンボ機を複数保有している。

## 定期便就航地
- アメリカ合衆国 : シンシナティ、ニューヨーク/JFK、アンカレジ、ロサンゼルス、オーランド、ホノルル、シカゴ、オスコダ
- オランダ : アムステルダム
- ドイツ : ライプツィヒ
- ベルギー : ブリュッセル
- バーレーン : バーレーン
- インド : デリー
- 香港 : 香港
- 日本 : 東京/成田 JALカーゴとコードシェア[3][4]
- 韓国 : ソウル/仁川

2020年4月現在

## 機材
| 機種               | 保有数 | 備考                         |
| ------------------ | ------ | ---------------------------- |
| ボーイング747-400F | 22     | 日本航空の中古機も複数運用中 |
| ボーイング777F     | 8      | 2019年から順次導入中         |
| 合計               | 30     |                              |

### 過去の保有機材
- ボーイング767-300F
- ボーイング777-300ERSF

## ギャラリー

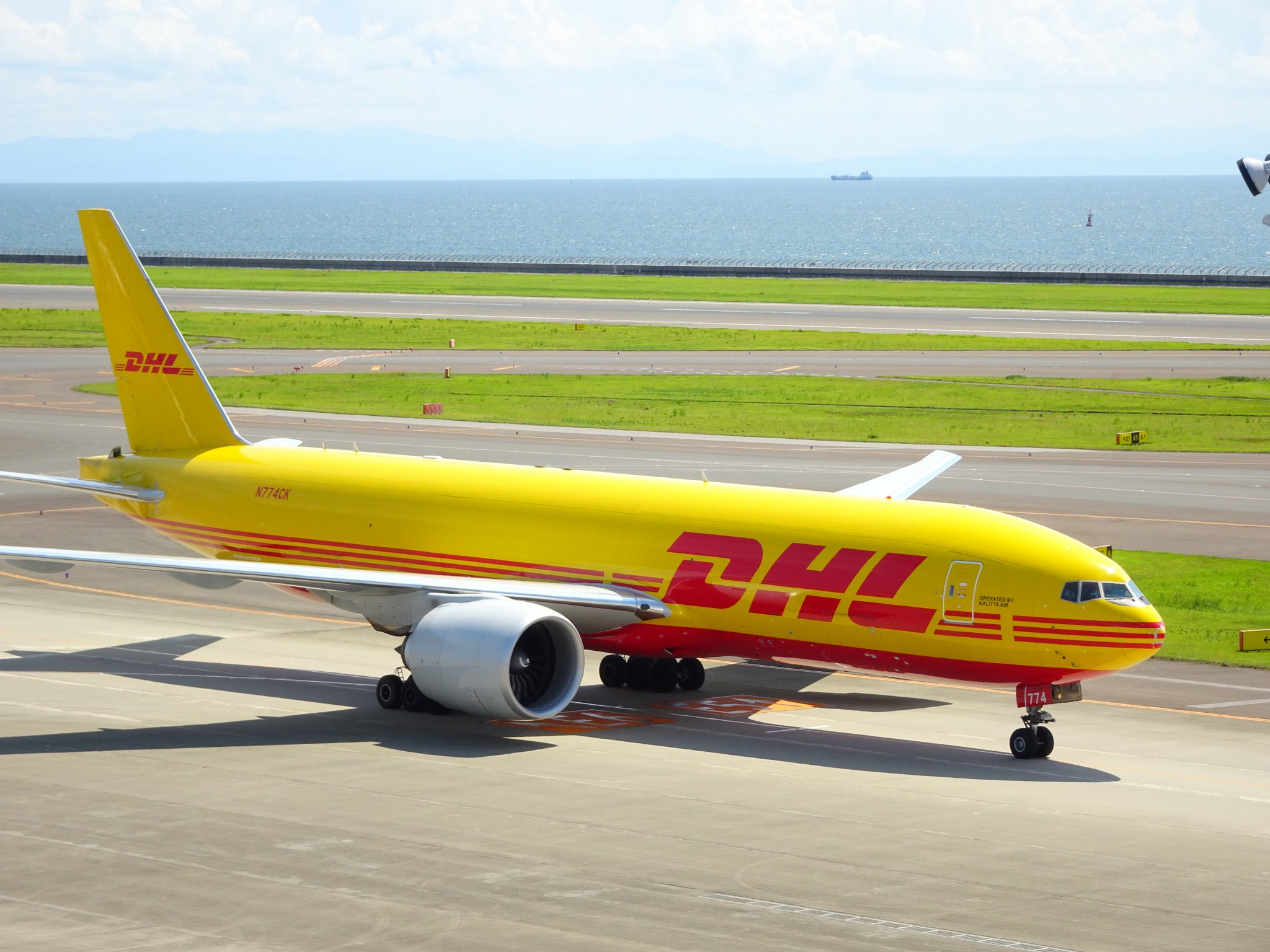
ボーイング777F（DHL塗装）
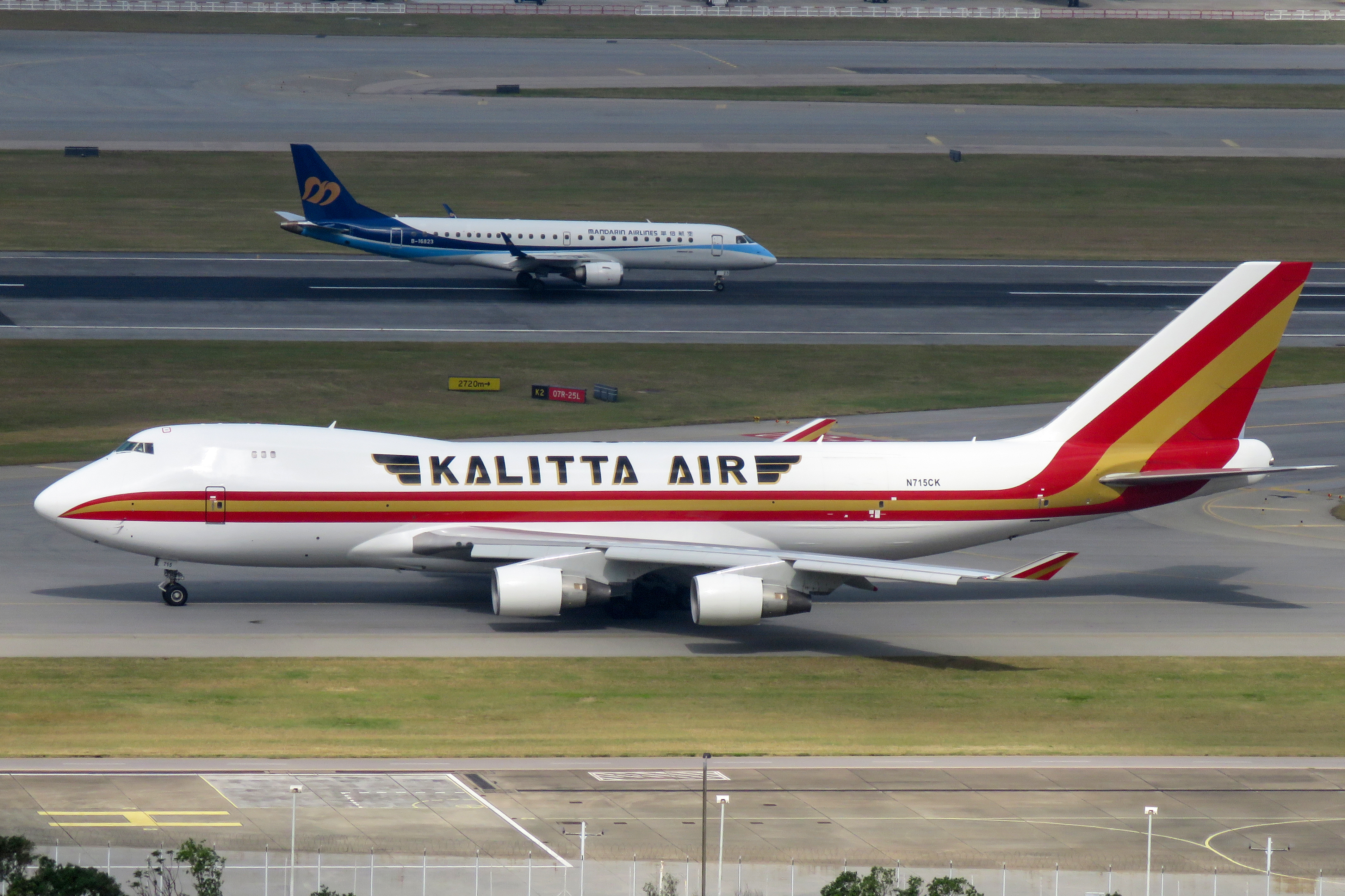
ボーイング747-400F
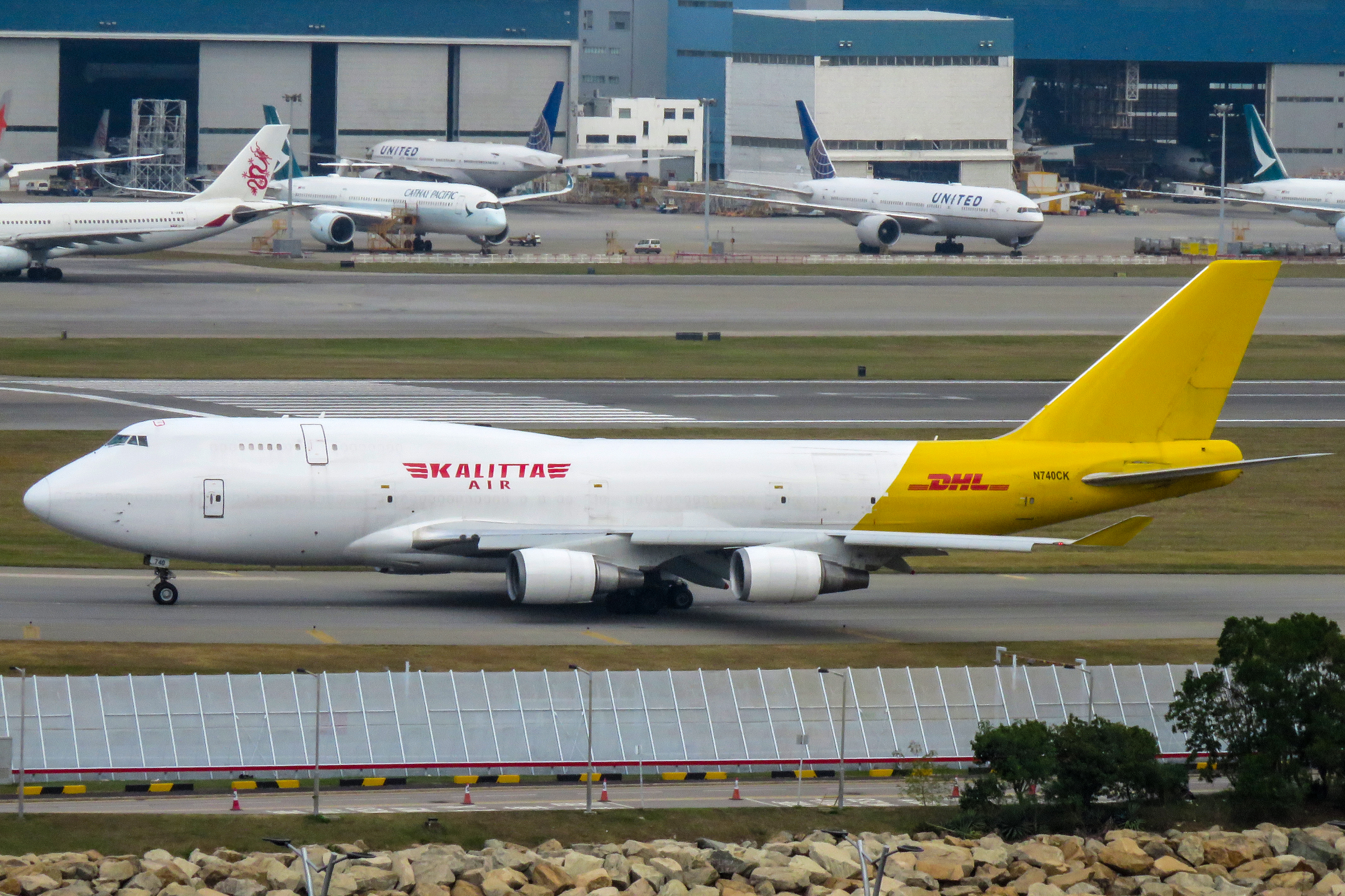
ボーイング747-400BCF（DHL塗装）
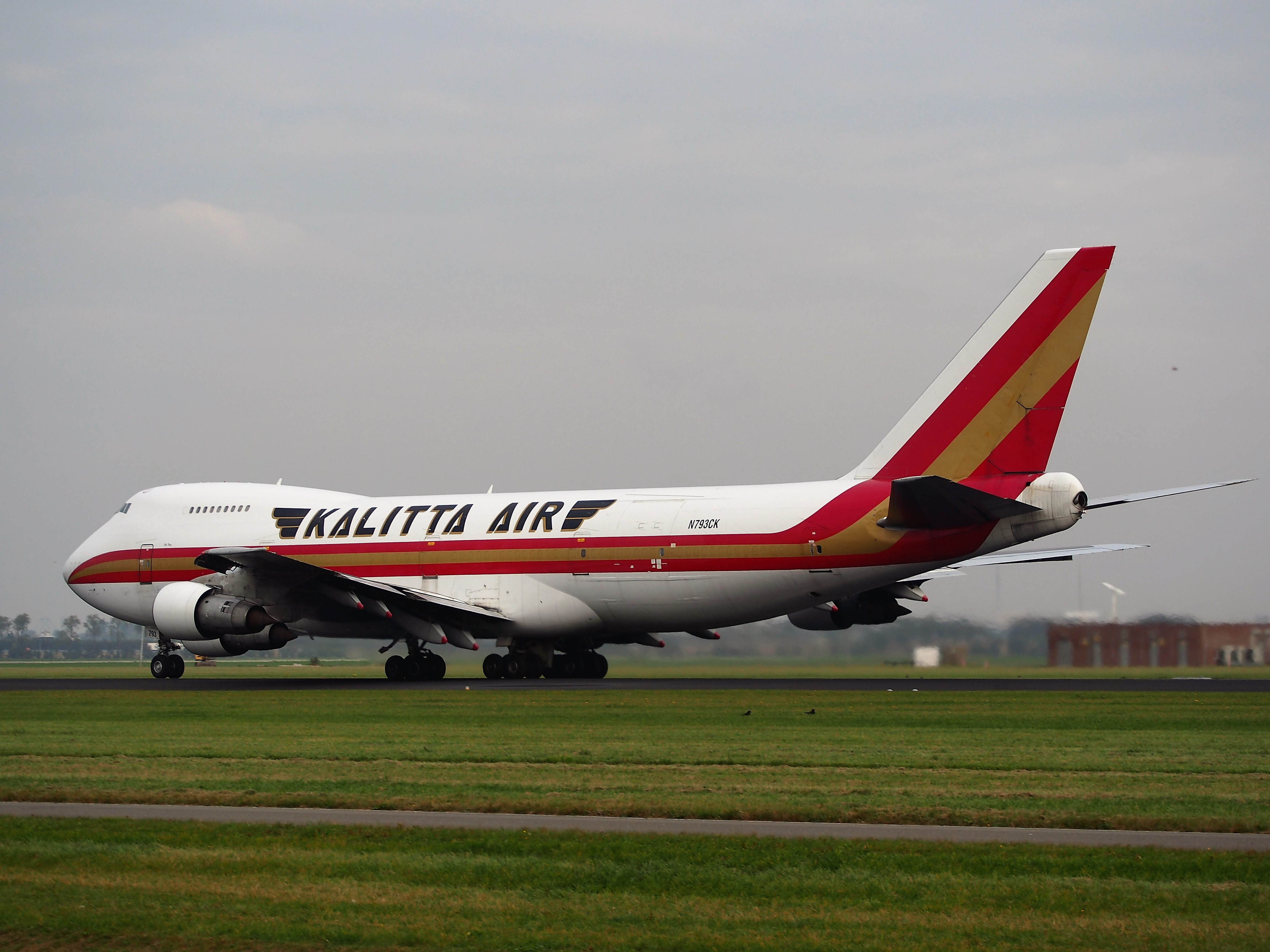
ボーイング747-200F
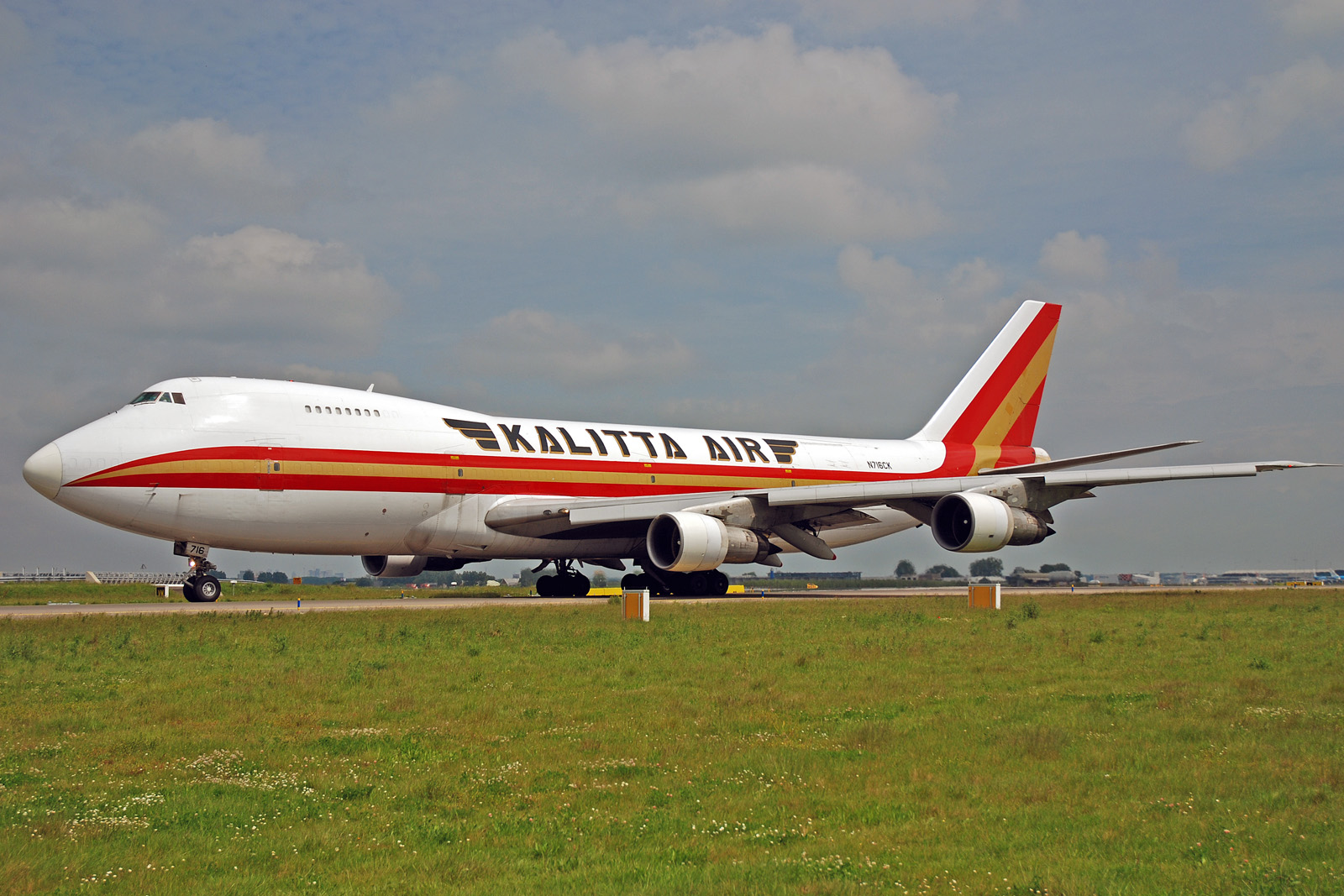
ボーイング747-100F
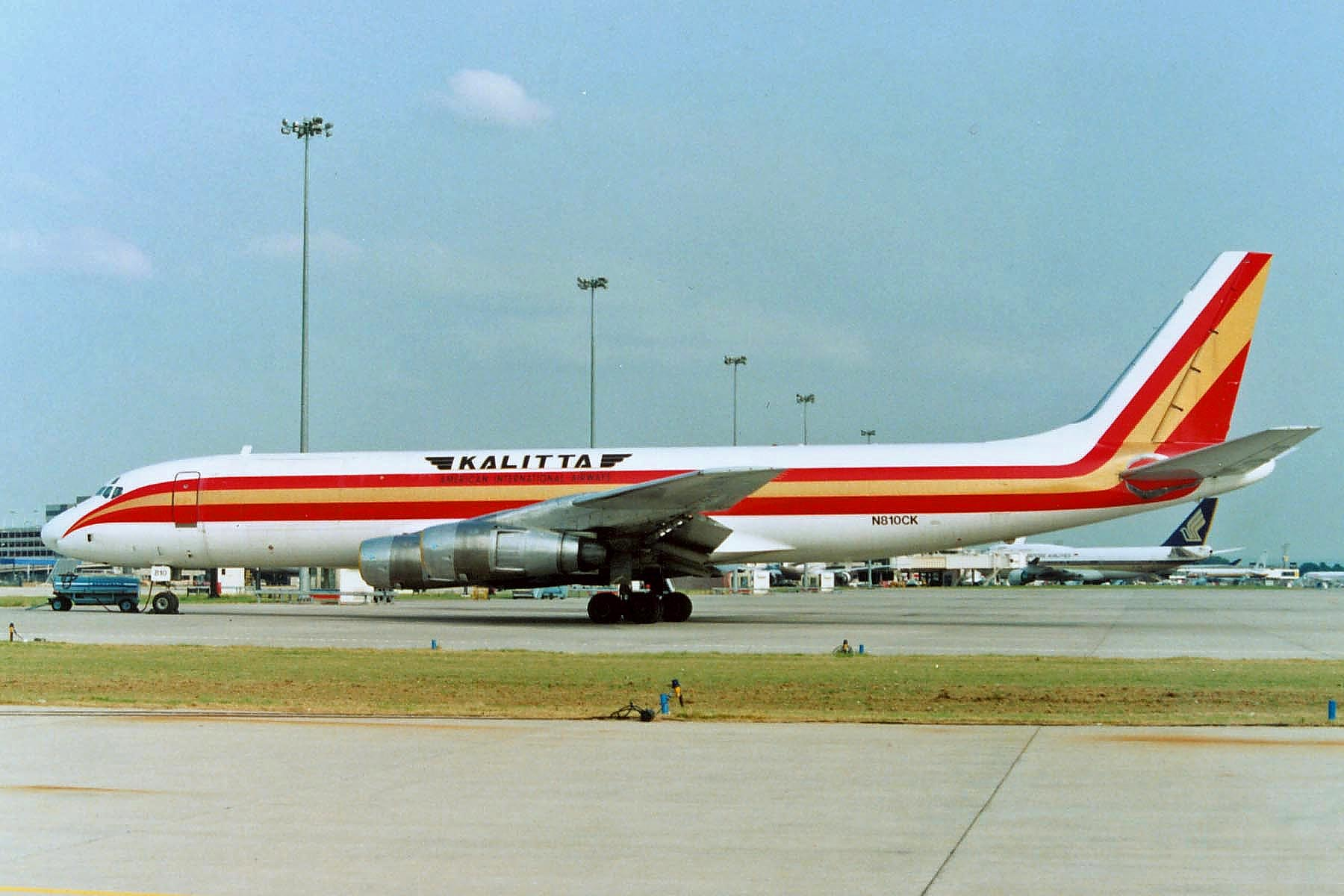
ダグラスDC-8F
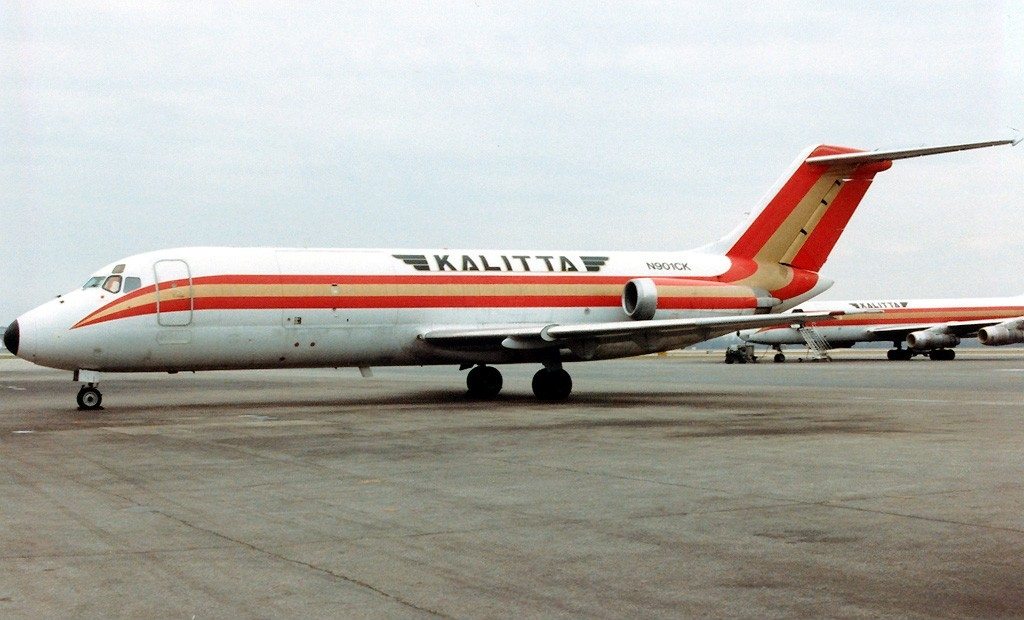
ダグラスDC-9F
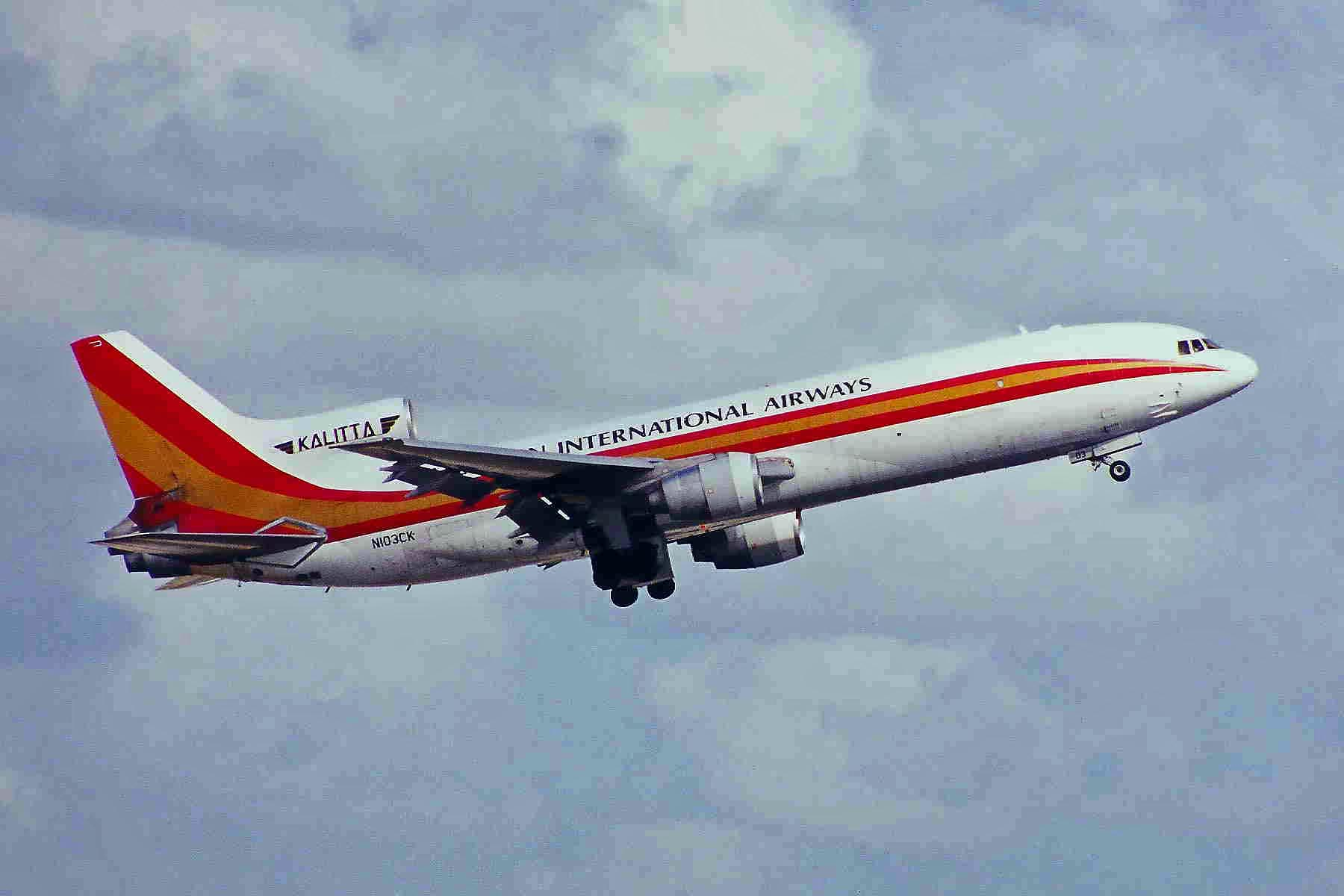
ロッキード L-1011-200F

## 航空事故
- 1993年8月18日、チェンバーズ海軍基地（英語版）発リーワード・ポイント飛行場行きのAIA808便（ダグラス DC-8-61F、N814CK）がリーワード・ポイント飛行場への着陸時に滑走路手前に墜落した。乗員3人に死者はなかった。
- 2004年10月20日、飛行中のボーイング747-4B5BCF（N709CK）からエンジン1基が脱落した。その後、同機はデトロイト・メトロポリタン・ウェイン・カウンティ空港へ無事着陸した。
- 2008年5月25日、ブリュッセル空港発バーレーン国際空港行きのCKS207便（ボーイング747-209F、N704CK）がブリュッセル空港からの離陸時に滑走路をオーバーランした。乗員乗客5人に死者はなかった。
- 2008年7月7日、センチュリオン・エアカーゴ便として運航されていたCKS164便がエルドラド国際空港からの離陸直後にエンジン故障に見舞われ墜落した。乗員乗客8人に死者はなかったが、地上で2人が巻き込まれ死亡した。